# Sárközi István

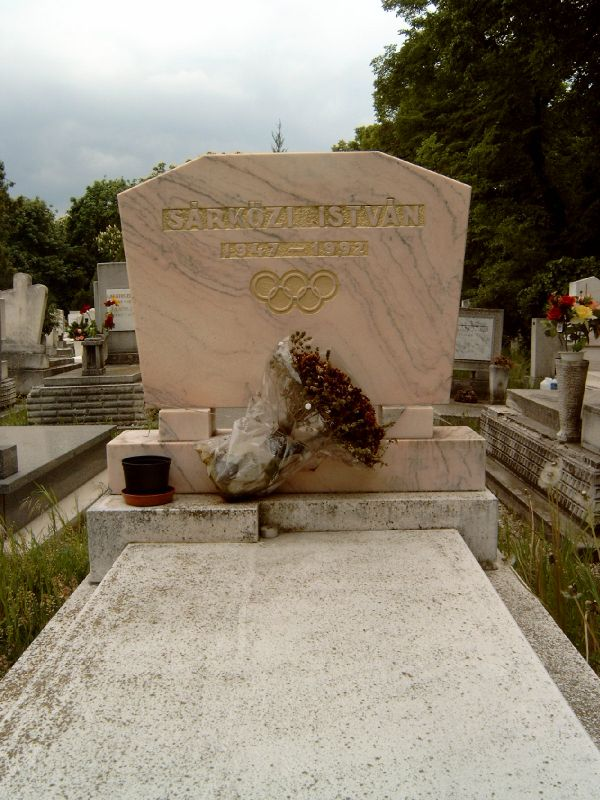
Sárközi István sírja

Sárközi István (Jászberény, 1947. október 21. – Budapest határa, 1992. január 31.) olimpiai bajnok labdarúgó. Jobbszélső, jobb oldali középpályás poszton szerepelt.

## Pályafutása

### Klubcsapatban
1966-ban a Jászberény NB I/B-s csapatánál indult pályája. Tehetségére az Eger játékosaként figyeltek fel, ahol 1966–1967 között játszott. 1968-ban szerepelt az MNK győztes MTK-ban is. 1968–1975 között az MTK labdarúgójaként játszott. Az 1970-1971-es szezonban Palicskó Tibor ellen fellázadtak a keret – Becsei József, Koritár Lajos, Török József, Hajdú József, Dunai Lajos, Strasszer László, Oborzil Sándor, Kiss Tibor és Sárközi István – tagjai. A lázadásért az MTK eltiltotta őket a labdarúgástól. Az MTK három vereségét követően visszatérhettek a klubba, de 1972. szeptember 30-áig nem játszhatott Sárközi a klubban. 1977–1979 között a Székesfehérvári MÁV Előre SC játékosa lett. 1979–1980 között az Építők SC focistája volt. Pályafutása során 227 NB I.-es mérkőzésen harminchárom gólt szerzett.

### A válogatottban
Az 1968-as mexikóvárosi olimpián tagja volt az aranyérmes labdarúgócsapatnak. A tornán Salvador és Ghána elleni mérkőzéseken kapott játéklehetőséget és egy gólt szerzett.
1982-ben totóbotrányba keveredett. 1983. szeptember 30-án két év börtönt és három év közügyektől való eltiltást kapott; amelyet 1984. február 15-én jóváhagytak. Másfél év után szabadult a börtönből. 1992. január 31-én tisztázatlan körülmények között, Rákoscsaba és Pécel között egy vasúti szerelvény kerekei alatt vesztette életét.

## Sikerei, díjai
- Olimpia játékok
  - aranyérmes: 1968, Mexikóváros
- Magyar kupa (MNK)
  - döntős: 1968
- a Magyar Népköztársaság Sportérdemérem bronz fokozata (1968)

## Statisztika

### Mérkőzései a válogatottban
| Magyarország | Magyarország      | Magyarország                       | Magyarország | Magyarország | Magyarország | Magyarország       | Magyarország | Magyarország |
| #            | Dátum             | Helyszín                           | Hazai        | Eredmény     | Vendég       | Kiírás             | Gólok        | Esemény      |
| ------------ | ----------------- | ---------------------------------- | ------------ | ------------ | ------------ | ------------------ | ------------ | ------------ |
|              | 1968. október 13. | Guadalajara, Estadio Jalisco (MEX) | Magyarország | 4 – 0        | Salvador     | olimpiai C csoport | -            | 68' 70'      |
|              | 1968. október 15. | Guadalajara, Estadio Jalisco (MEX) | Magyarország | 2 – 2        | Ghána        | olimpiai C csoport | -            |              |
|              | Összesen          |                                    |              | 0            | mérkőzés     |                    | 0            | gól          |